# Torrent del Castelló
El torrent del Castelló és un curs d'aigua del Vallès Occidental que neix als vessant occidentals del turó Gentil, a Castellar del Vallès. Després de recórrer 3,1 km desemboca al riu Ripoll a prop del nucli de població de les Arenes.